# 皇者之種
《皇者之種》（英語：Royal Sperm），是一部1999年上映的香港冒險電影，本片遠於韓國取景拍攝，錢小豪、雷宇揚等主演。

## 劇情
在聳山峻嶺角老皇朝裏，者得長老指示，皇朝將來臨危險，所以指示下屬遂將精子及一批寶藏收藏在冰山裏面。成吉為一個是被那些強大的精子所生育出來的，他因此成了一個運動員，外觀亦較帥氣。在一天，有一個叫耶英的女人想找成吉和自己發生關係，令自己也有強大的精子。在另一方面，韓國黑幫老大義雄也是有強大精子的人，當他得知成吉也有強大的精子時，他馬上趕盡殺絕，義雄更勾結耶英的哥哥耶雄合作消滅成吉，目標是要成為皇者之種...

## 演員表
| 演員   | 角色     | 粵語配音 | 備註 |
| ------ | -------- | -------- | --- |
| 錢小豪 | 成吉     | 鄧榮銾   | 運動員，擁有強厚的精子，打架了得並帥氣，成吉邱漢爾的兒子，義雄、耶雄之天敵，被耶英要求和自己發生關係令她也有強厚精子，最後在皇朝的門外殺死義雄 |
| 雷宇揚 | 義雄     | 李家輝   | 韓國的黑幫老大，和耶雄合作殺死成吉，令自己可以成為皇者之種，成吉之天敵。本片大反派，後更殺死耶英，最後被成吉殺死                               |
| 李淑梅 | 方麗麗   |          | 成吉女友，後被義雄綁架以威逼成吉出現 |
| 高飛   | 耶雄     | 葉振聲   | 韓國的黑幫老大，和義雄合作殺死成吉協助他成為皇者之種，耶英的叔父，成吉之天敵。本片反派，後被耶英指派的手下及成吉殺死                           |
| 呂賽鳳 | 耶英     |          | 想和成吉發生關係令自己可以有強厚的精子，後被耶雄派人殺死，死前催眠成吉、連達                                                                   |
| 高俊傑 | 耶英手下 | 葉振聲   | 耶英打手，被其指派抓走成吉，後被連達殺死 |
| 金淑姬 | 耶英手下 |          | 耶英打手，被其指派抓走成吉，後被連達殺死 |
| 金喬柏 | 連達     | 李家輝   | 耶雄打手，後被耶英催眠而投靠成吉，並與其殺死耶雄，和奧莉花相戀，後為救方麗麗而被義雄殺害                                                       |
| 張玄正 | 奧莉花   |          | 耶雄打手，後被耶英催眠而投靠成吉，並與其殺死耶雄，和連達相戀，後為救方麗麗而被義雄殺害                                                         |
| 金祥日 | 義雄手下 | 葉振聲   | 義雄的跟班 |

## 分級
此片有情慾及過度暴力場面，本片在分級制度下被列為三級片。

## 花絮
本片主角錢小豪後在威哥會館的頻道上表示他當本片為Cult片，他更表示本片是改篇至一個日本漫畫，那個漫畫的主角是有強厚的精子，打架很厲害及長得帥氣，錢小豪更說拍本片是想每個劇本也試一下，不像勝者版的古惑仔，令後其會有把握拍其他的電影。

## 備註
1. ↑  錢小豪是為了養妻活兒才拍下勝者版的古惑仔，他本來不想拍的

## 外部連結
- 香港影庫上《皇者之種》的資料（繁體中文）
- 豆瓣电影上《皇者之種》的資料 （简体中文）